# Miami Beach Holocaust Memorial

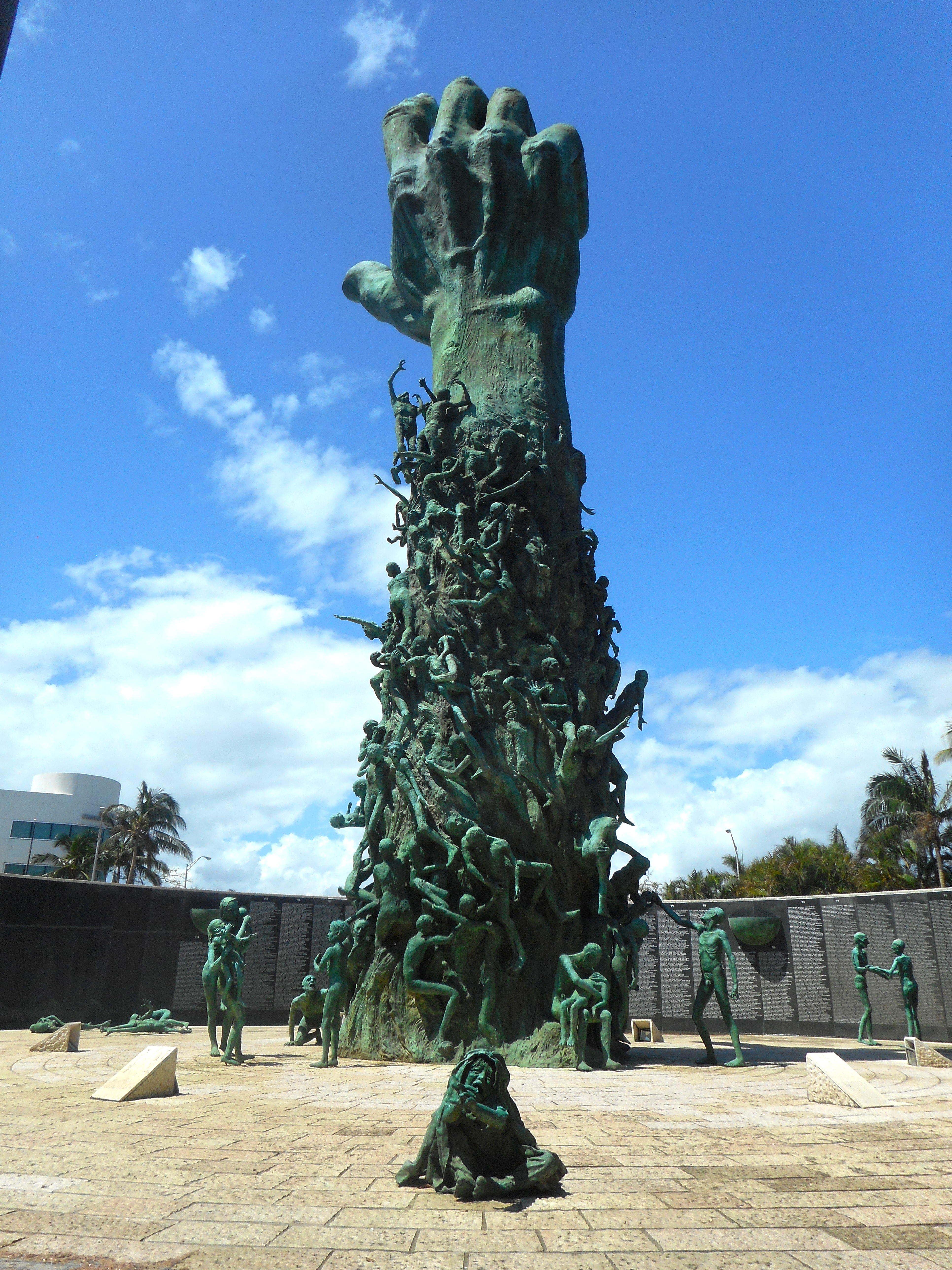
Holocaust Memorial on Miami Beach: The Sculpture of Love and Anguish

Das Holocaust Memorial on Miami Beach ist eine Gedenkstätte, die an die Vernichtung von Millionen Juden zur Zeit des Nationalsozialismus, den Holocaust, in Europa erinnern soll. Es wurde an der symbolträchtigen Adresse „1933–1945 Meridian Avenue“ in Miami Beach in Florida errichtet.

## Beschreibung

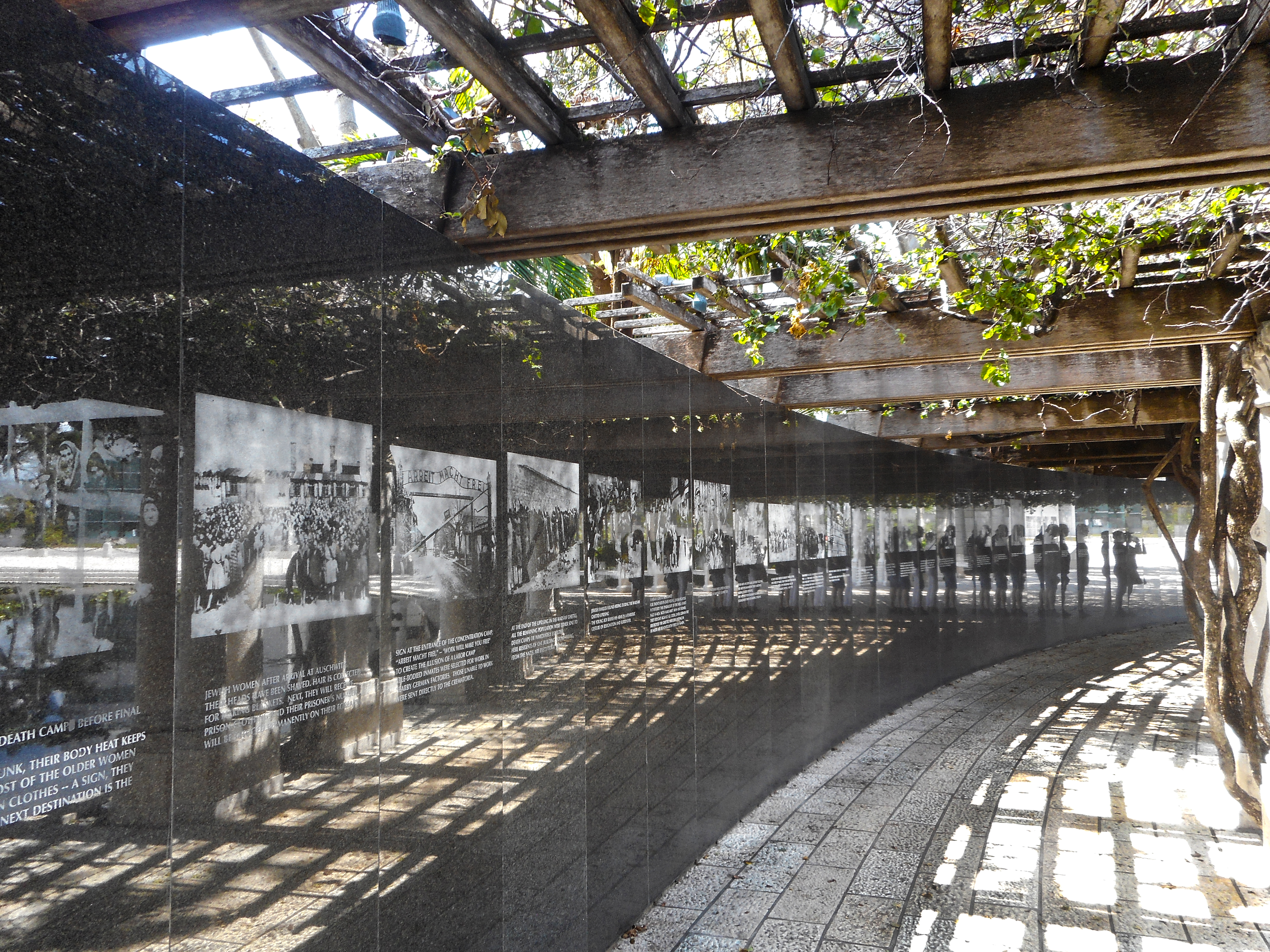
Kolonnadenlaube mit Bildern und Texten auf einer Granitwand

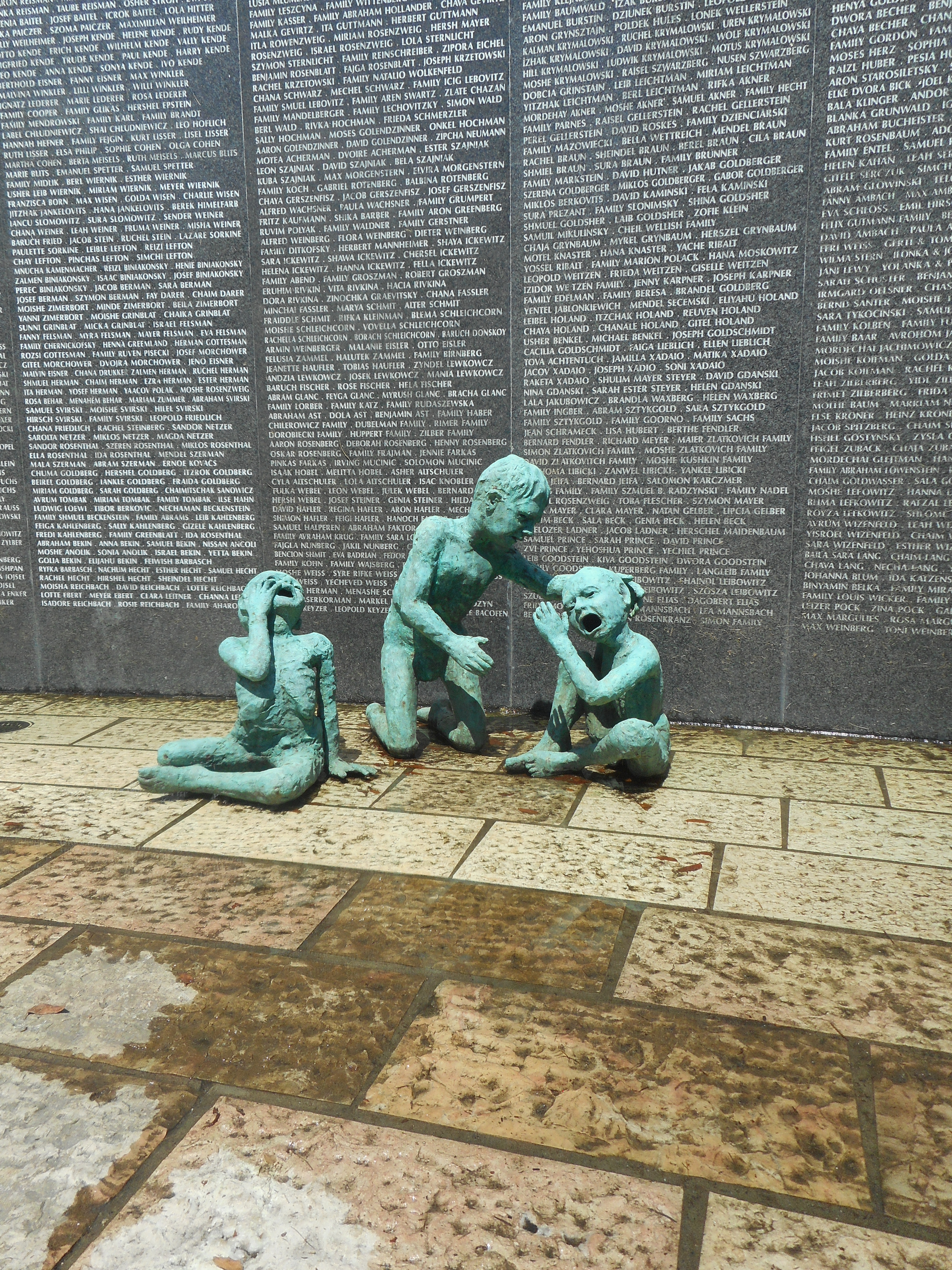
Skulpturengruppe vor Granitwand mit den Namen von Ermordeten

Die Gedenkstätte besteht aus mehreren Elementen. Mittelpunkt ist die 13 Meter hohe Bronzeskulptur The Sculpture of Love and Anguish (etwa: „Die Skulptur aus Liebe und Qual“), die auf einem runden Plateau in einem Wasserbecken steht. Sie stellt einen Arm mit einer realistisch gestalteten geöffneten Hand dar. Der Unterarm ist aus etwa 100 Personen modelliert, die teilweise in Familiengruppen zusammenstehen. Der Unterarm trägt zusätzlich die Kennzeichnung durch eine Häftlingsnummer.
Im Eingangsbereich der Gedenkstätte steht die Statue einer trauernden Mutter mit zwei Kindern, die sich an sie drücken. Ihr schließt sich eine halbrunde Kolonnadenlaube mit Säulen aus rosa Jerusalem-Stein (Meleke) und einer schwarzen Granitwand mit dokumentarischen Bildern und informativen Texten über die Entwicklung des Holocaust an, die mit Originalzitaten aus der Zeit des Nationalsozialismus in Deutschland ergänzt werden. Die Bilder zeigen u. a. Aufnahmen aus den Konzentrationslagern und von der Befreiung durch die alliierten Kräfte. Überdacht wird der Gang von einem hölzernen Gerüst, das mit weißen Bougainvillea bepflanzt ist. Die Einführung und die Bildunterschriften stammen von der Historikerin Helen N. Fagin. Am Ende der Wand befinden sich drei eingemeißelte Tafeln, die tabellarisch die Ereignisse von der Machtergreifung Adolf Hitlers im Jahr 1933 bis zu dessen Tod 1945 aufführen.
Die Kolonnadenlaube leitet in einen Raum (Dome of Contemplation), der in einen sich verengenden Tunnel (The Lonely Path) aus rosa Jerusalem-Stein führt. An den Tunnelwänden stehen die Namen der Konzentrationslager der Nationalsozialisten. Der Tunnel öffnet sich zu dem Wasserbecken mit der Bronzeskulptur und einer wiederum schwarzen Granitmauer, auf der die Namen von Holocaust-Opfern stehen.

## Geschichte
Die Idee für das Holocaust Memorial entstand 1984 in einem Ausschuss von Holocaust-Überlebenden. Diese schlossen sich 1985 zu der gemeinnützigen Organisation „Holocaust Memorial Committee“ zusammen. Das Gestaltungskonzept entwarf Kenneth Treister. Den Platz für die Gedenkstätte wählte die „City of Miami Beach Commission at Meridian Avenue and Dade Boulevard“ aus.
Die Einweihung erfolgte am 4. Februar 1990. Gastredner war der Holocaust-Überlebende und Friedensnobelpreisträger Elie Wiesel, der auf einem der Bilder als Kind im KZ zu sehen ist.

## Gründungsmitglieder des Holocaust Memorial Committee

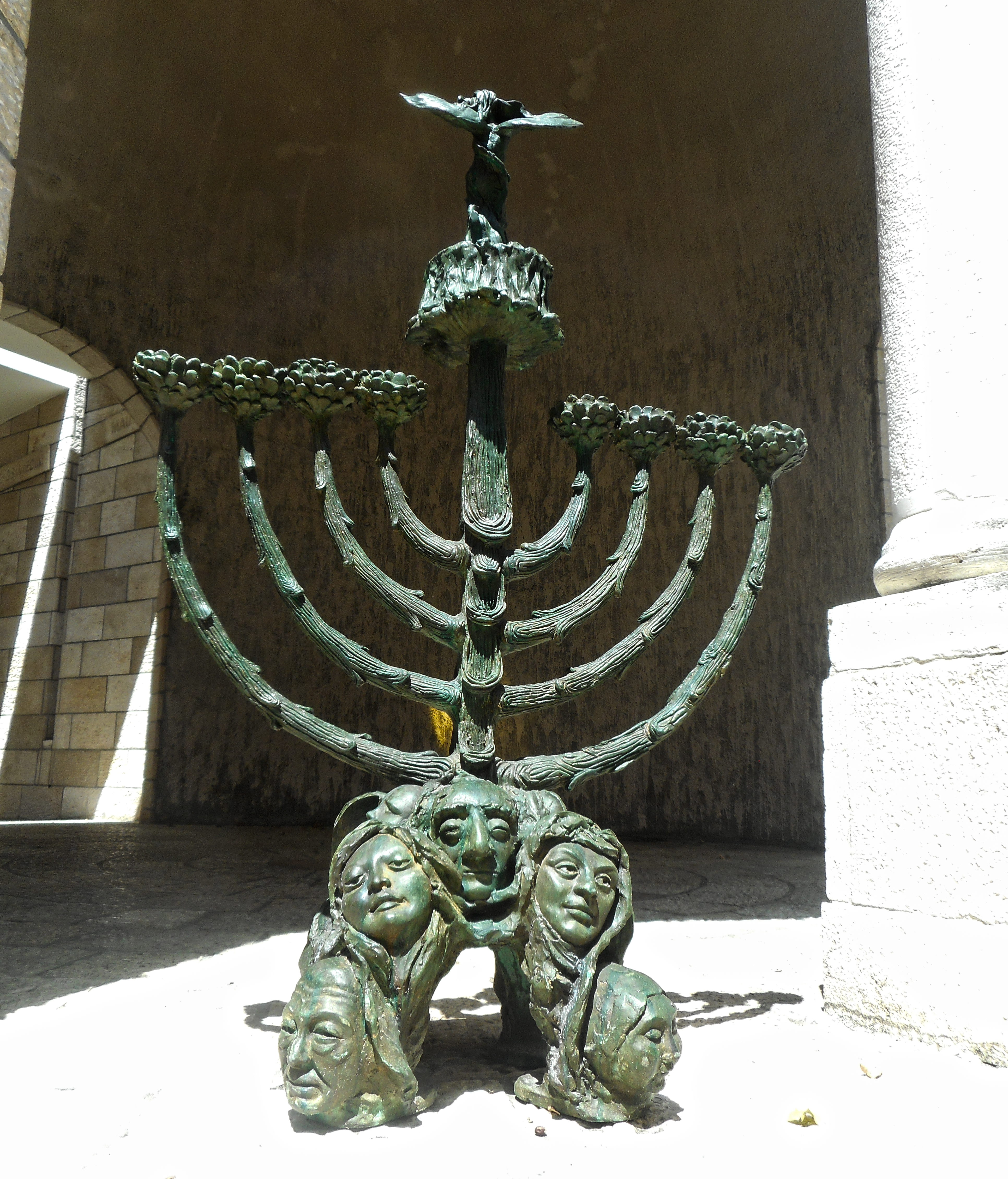
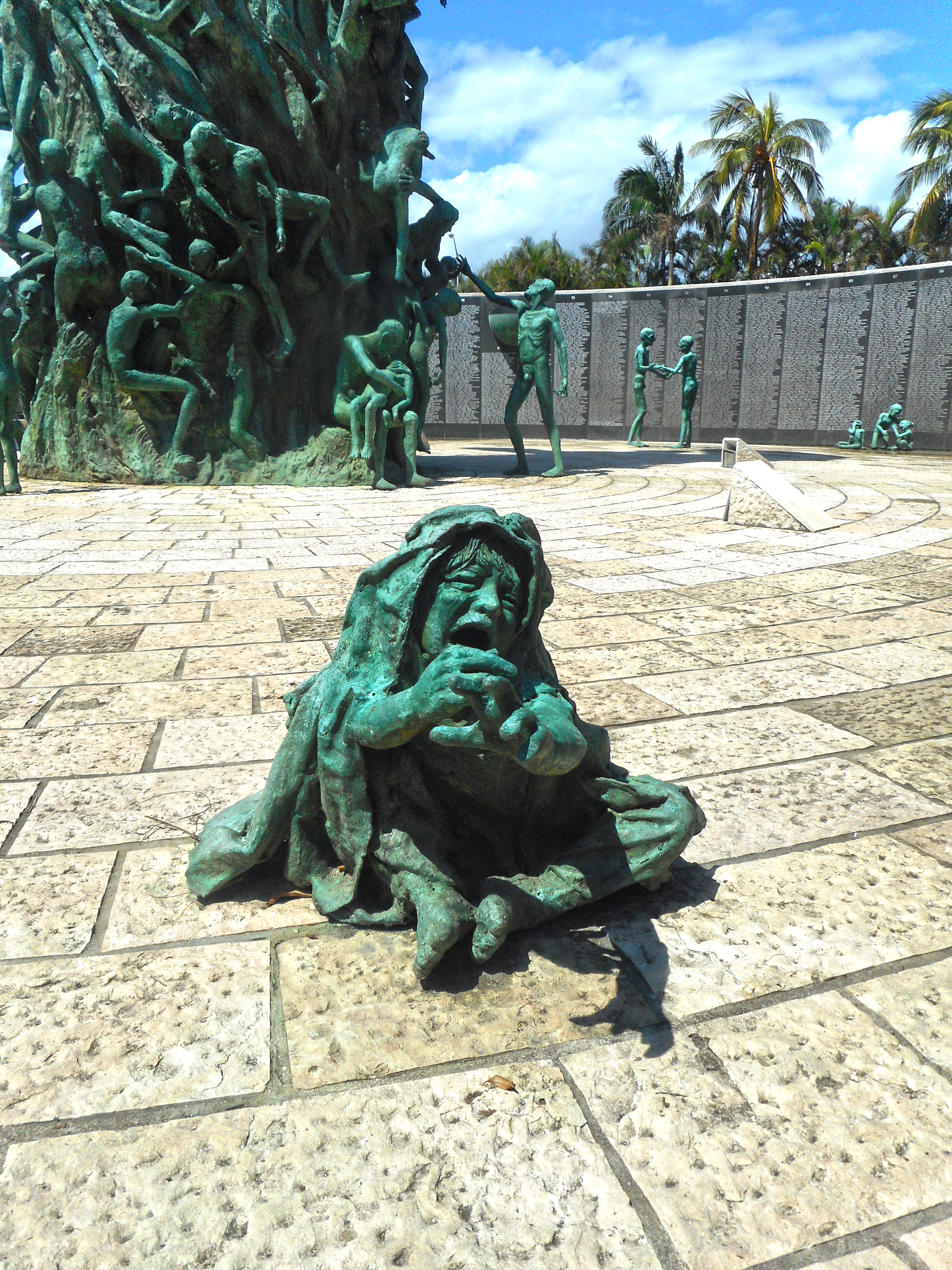
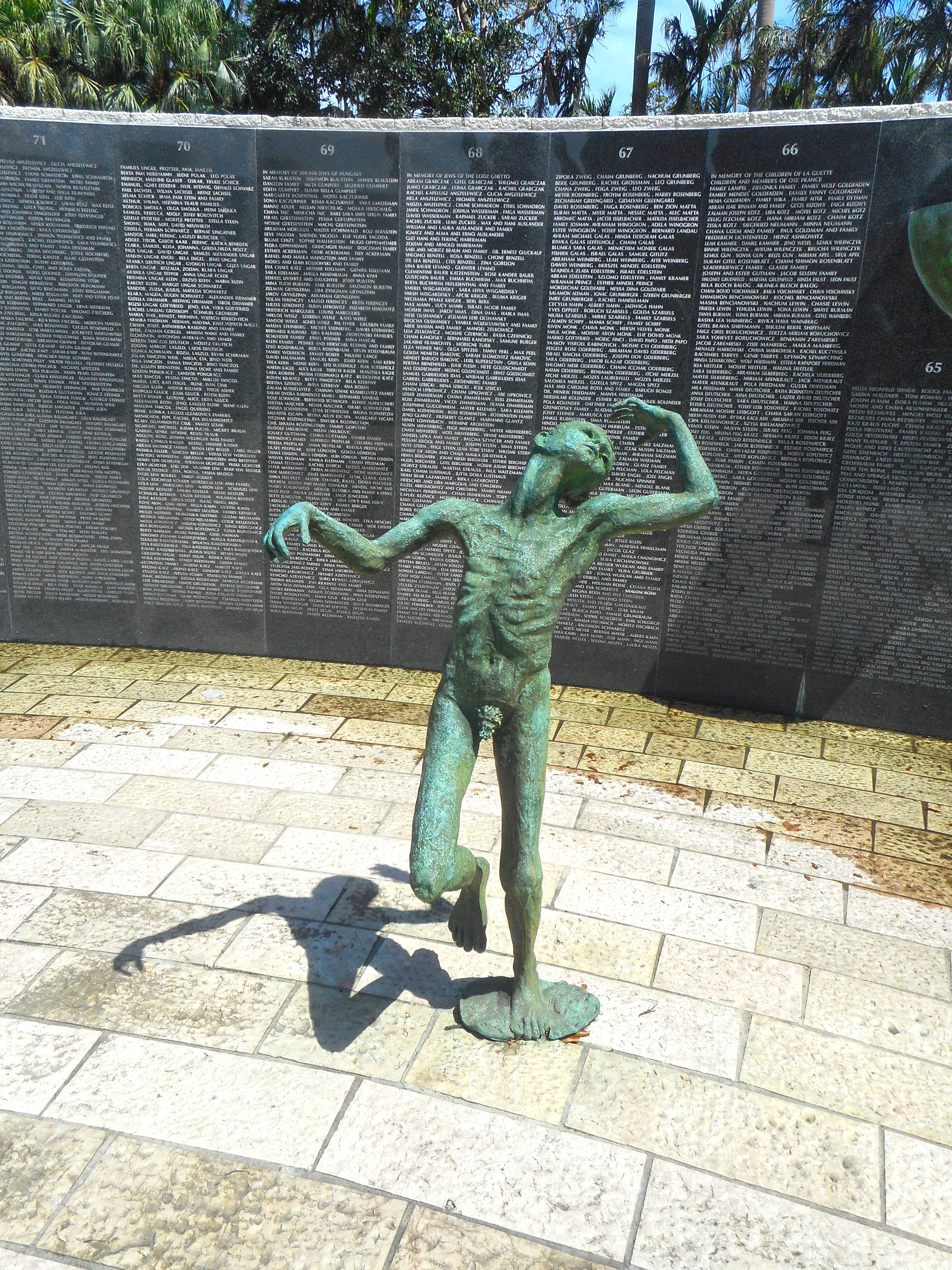
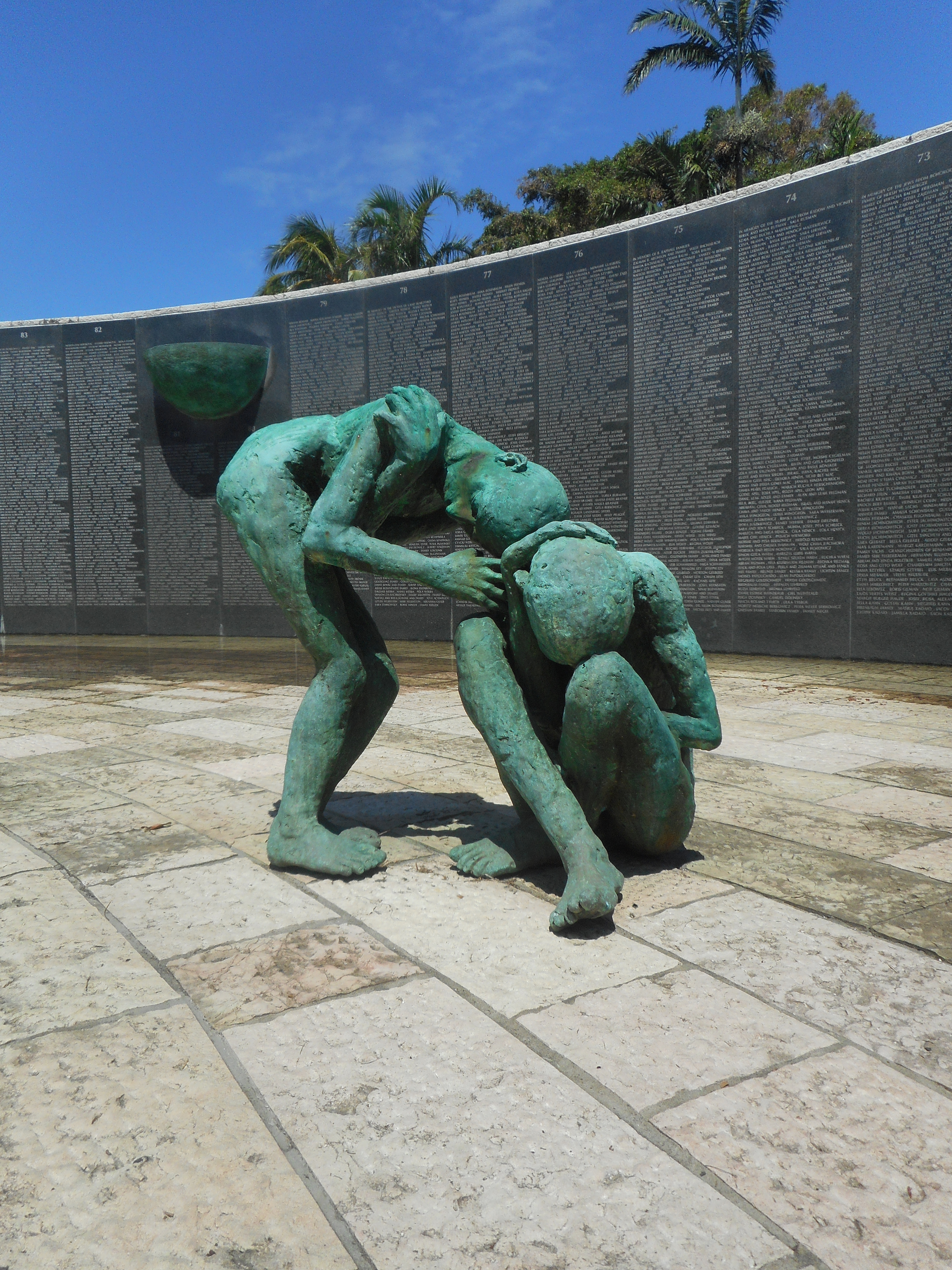
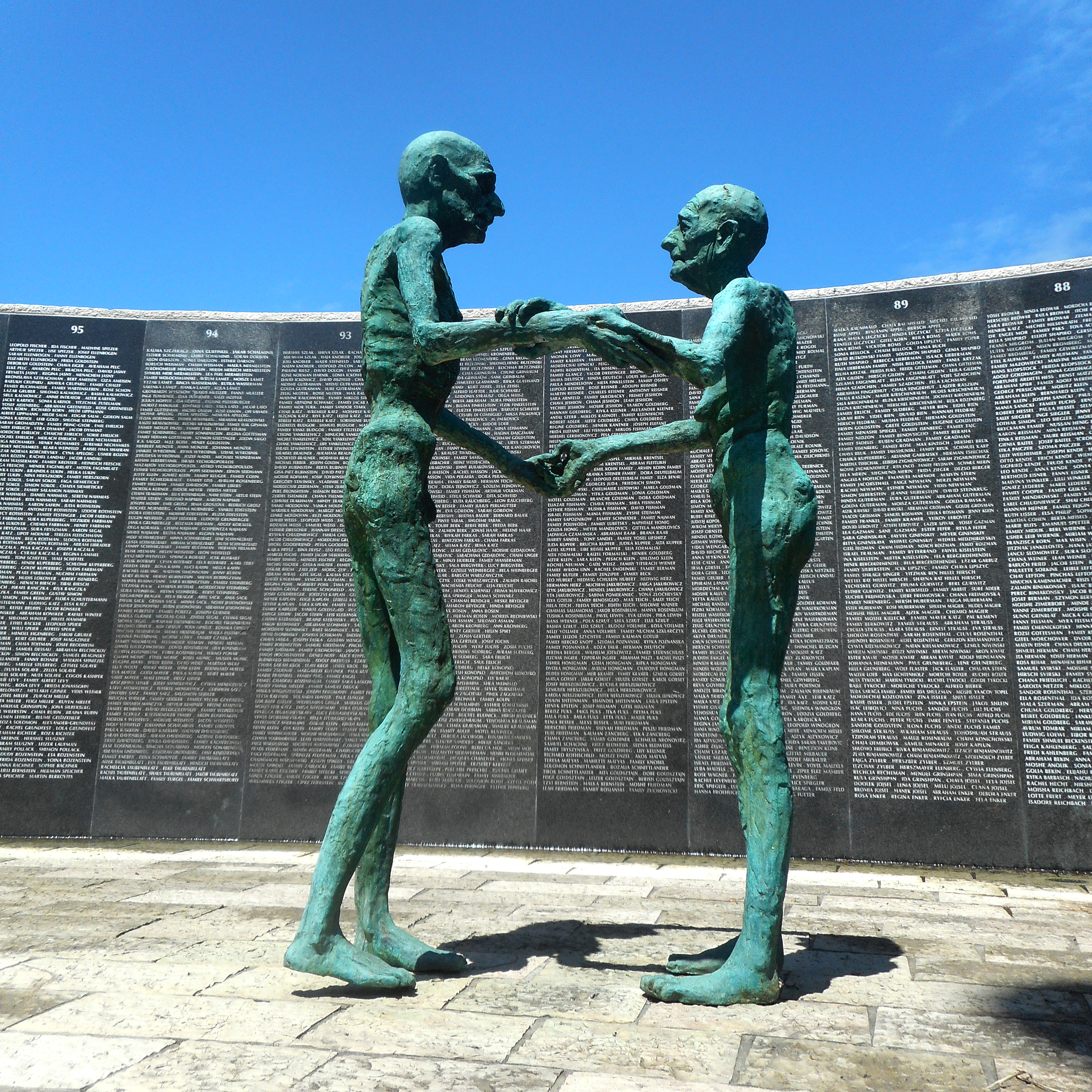
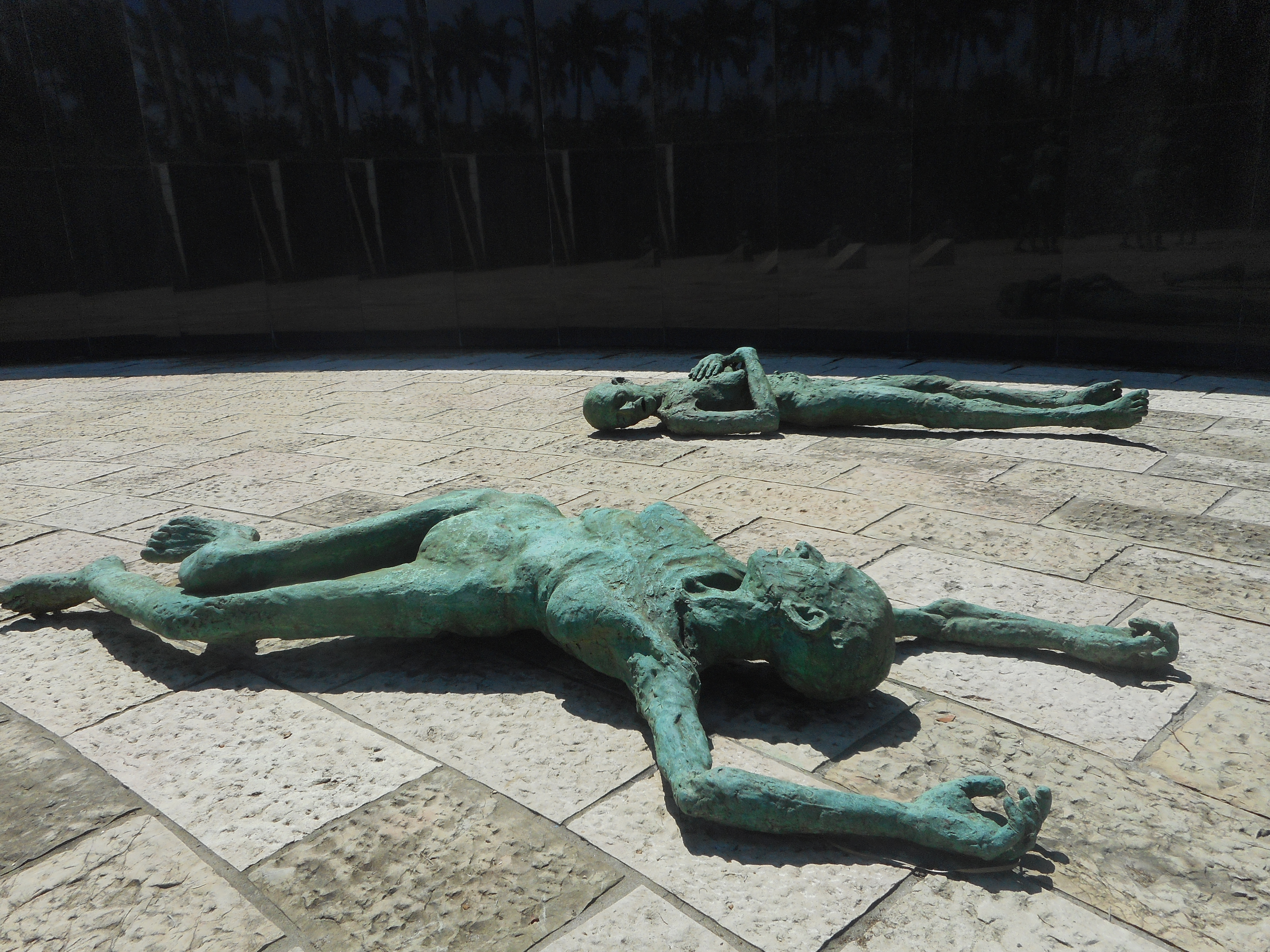
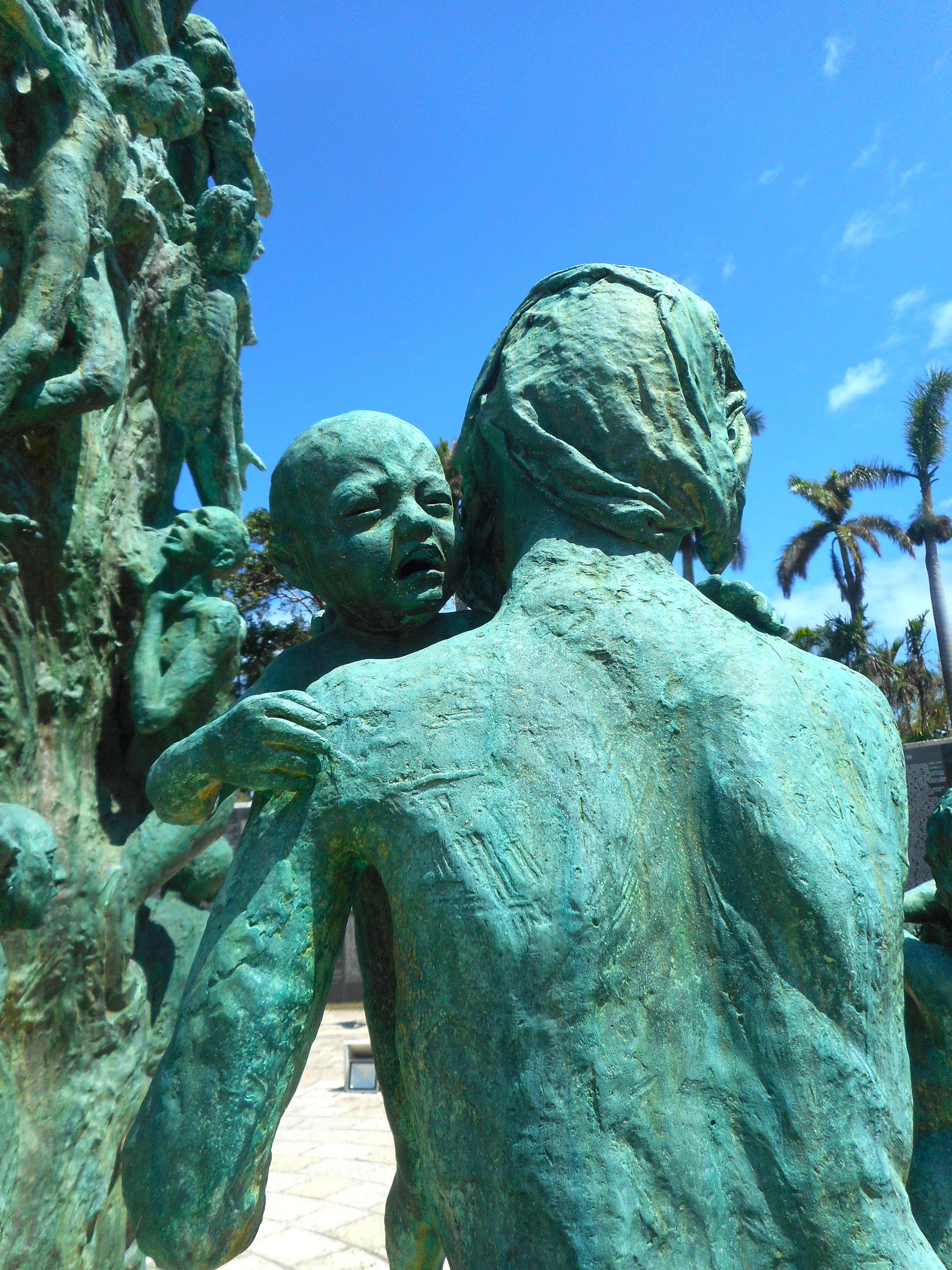
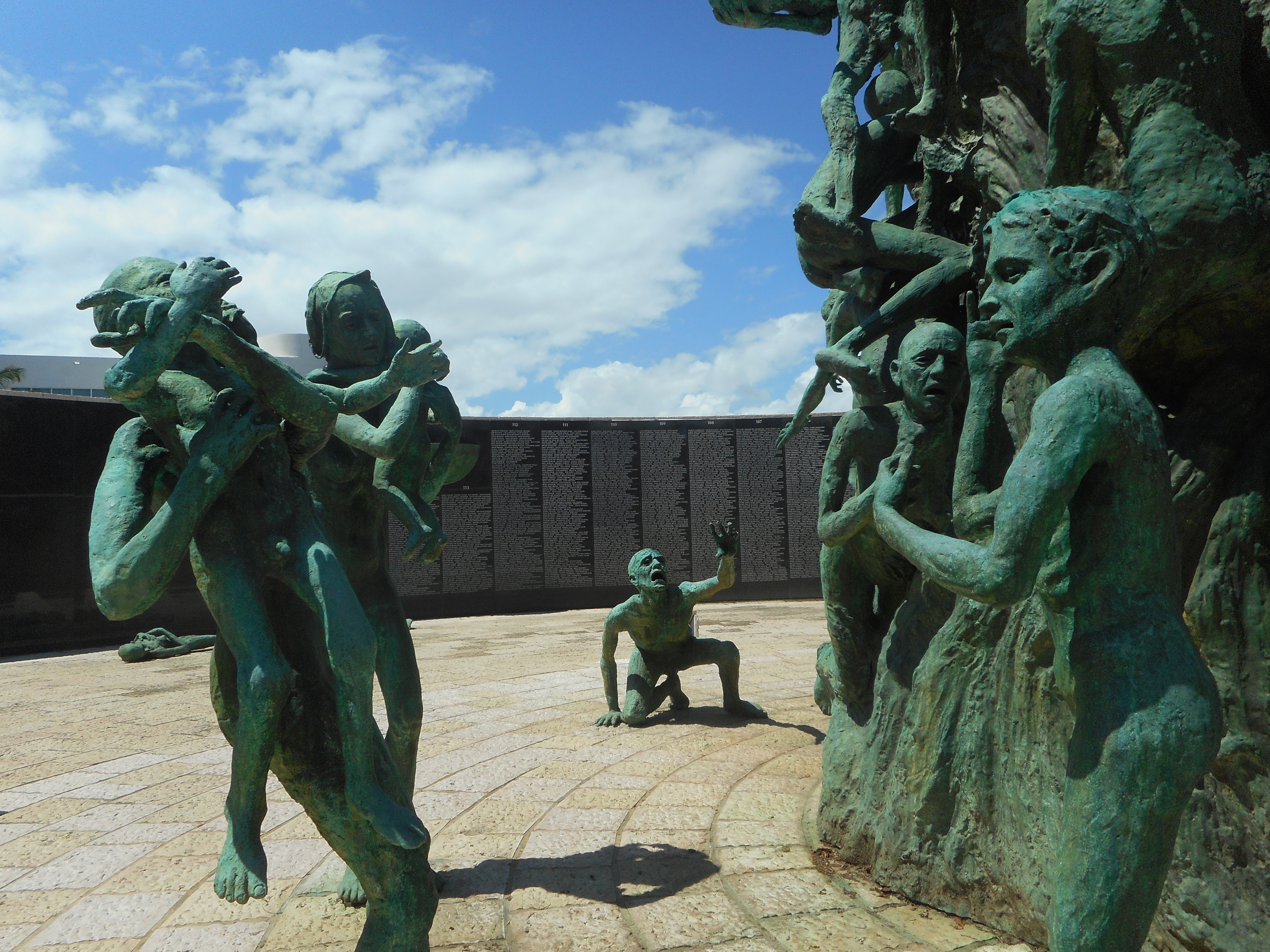
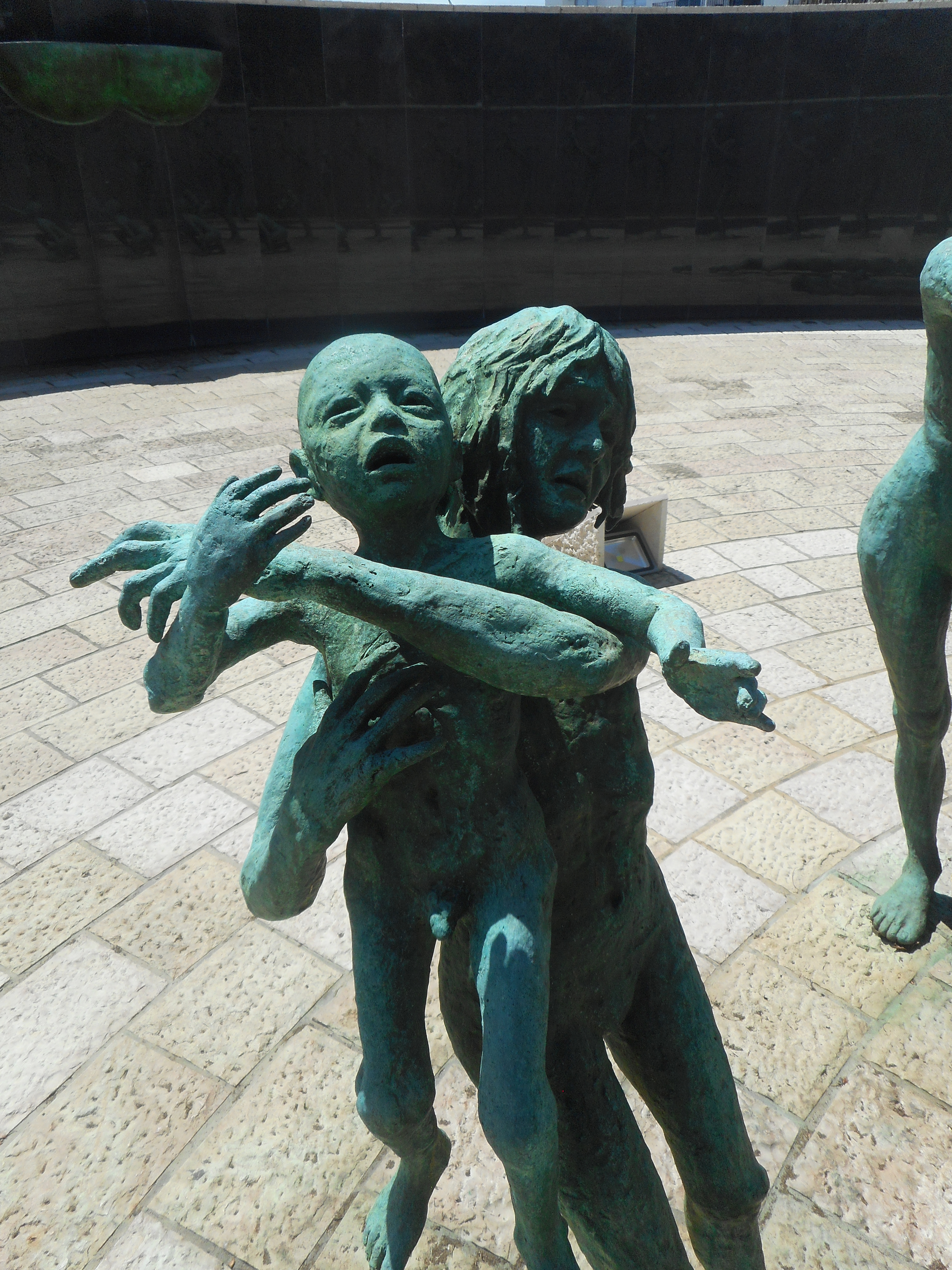
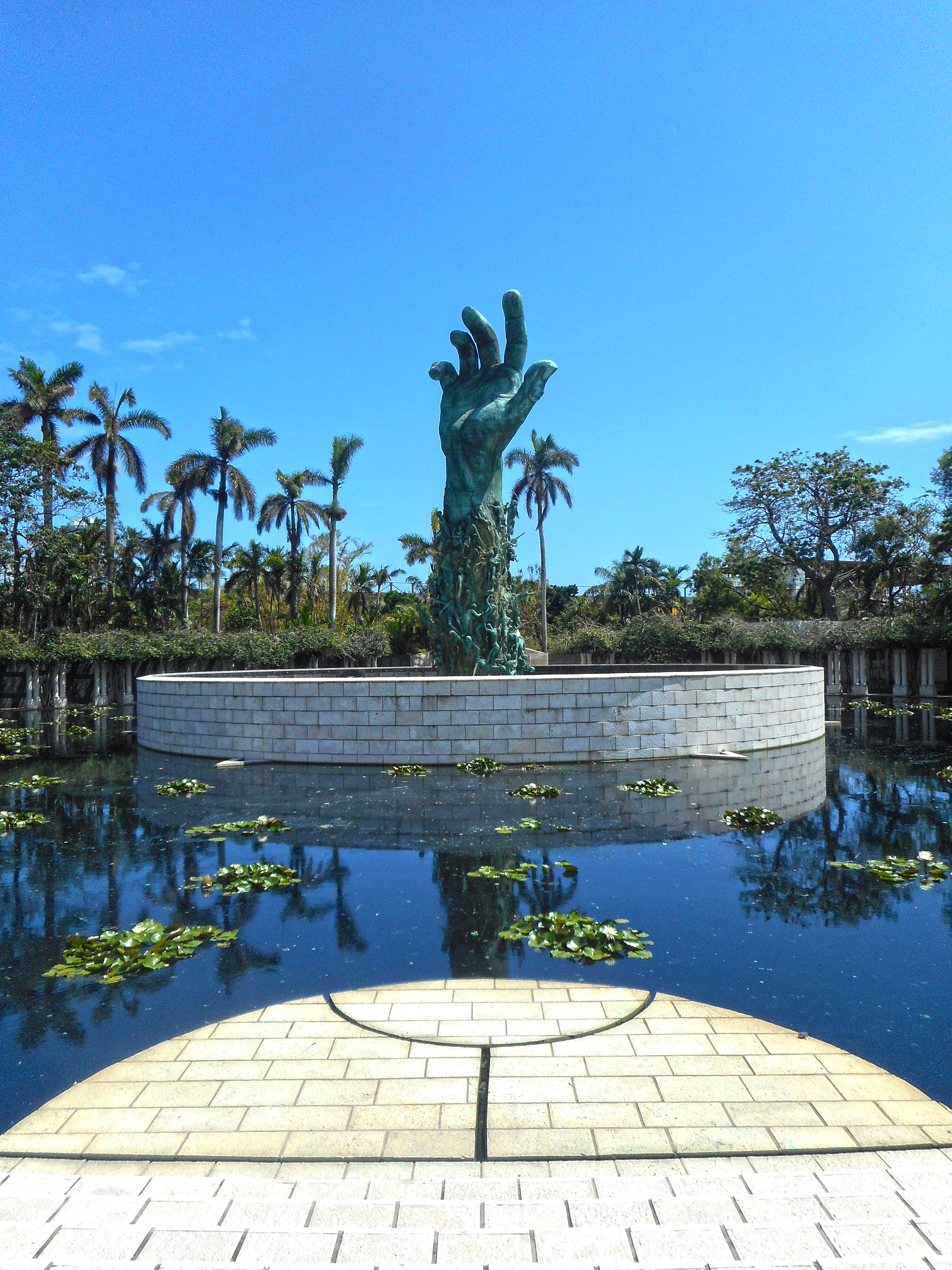
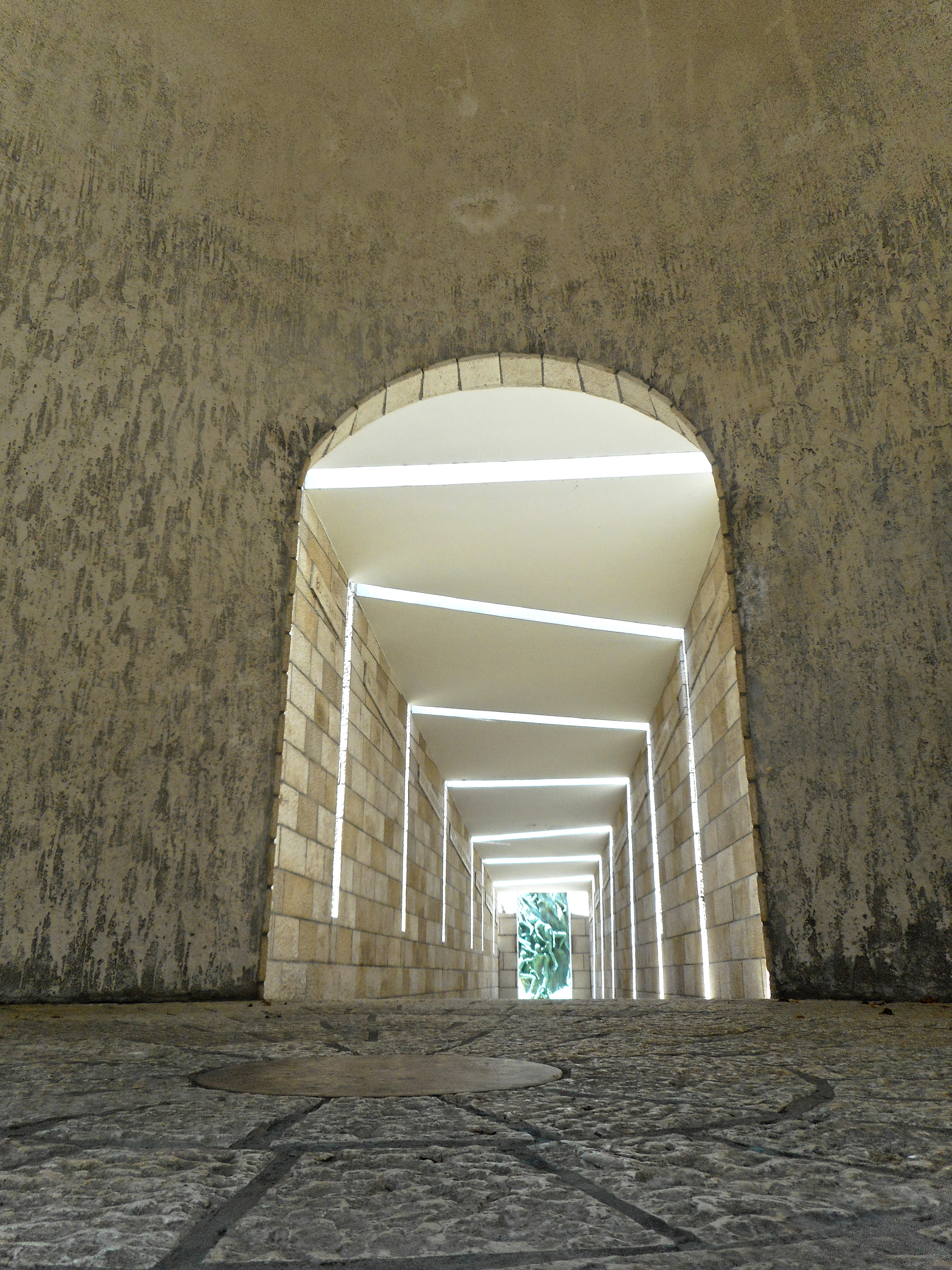
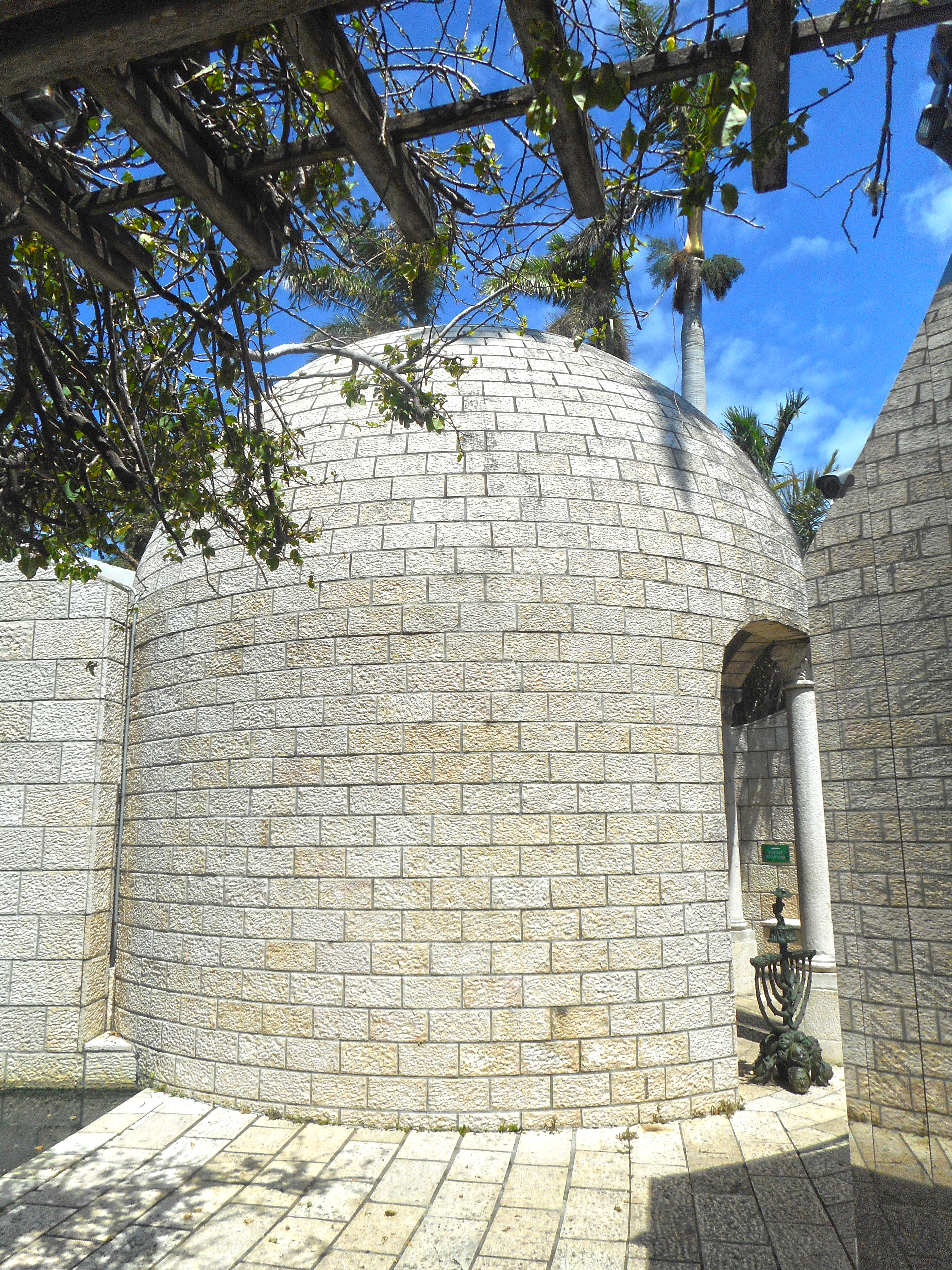

- Norman Braman (Vorsitzender)
- Kenneth Treister (Künstler)
- Helen N. Fagin (Historikerin)
- Jack Chester
- George Goldbloom
- Ezra Katz
- Commissioner Abe Resnick
- David Schaecter
- Rabbi Solomon Schiff
- Harry B. Smith, Esq.
- Edward Wiolomn